# Texananus oregonus
Texananus oregonus är en insektsart som beskrevs av Ball 1931. Texananus oregonus ingår i släktet Texananus och familjen dvärgstritar. Inga underarter finns listade i Catalogue of Life.